# یواس‌اس هنلوپن (اس‌پی-۳۸۵)
یواس‌اس هنلوپن (اس‌پی-۳۸۵) (به انگلیسی: USS Henlopen (SP-385)) یک کشتی بود که طول آن ۱۵۰ فوت (۴۶ متر) بود. این کشتی در سال ۱۹۱۲ ساخته شد.